# Sanilhac (Ardecha)
Sanilhac és un municipi francès situat al departament de l'Ardecha i a la regió d'Alvèrnia-Roine-Alps. L'any 2007 tenia 378 habitants.

## Demografia

### Població
El 2007 la població de fet de Sanilhac era de 378 persones. Hi havia 175 famílies de les quals 56 eren unipersonals (16 homes vivint sols i 40 dones vivint soles), 67 parelles sense fills, 36 parelles amb fills i 16 famílies monoparentals amb fills.
La població ha evolucionat segons el següent gràfic:
Habitants censats

### Habitatges
El 2007 hi havia 316 habitatges, 179 eren l'habitatge principal de la família, 118 eren segones residències i 19 estaven desocupats. 295 eren cases i 17 eren apartaments. Dels 179 habitatges principals, 122 estaven ocupats pels seus propietaris, 50 estaven llogats i ocupats pels llogaters i 7 estaven cedits a títol gratuït; 11 tenien dues cambres, 41 en tenien tres, 53 en tenien quatre i 74 en tenien cinc o més. 141 habitatges disposaven pel capbaix d'una plaça de pàrquing. A 85 habitatges hi havia un automòbil i a 79 n'hi havia dos o més.

### Piràmide de població
La piràmide de població per edats i sexe el 2009 era:
| Homes | Edats   | Dones |
| ----- | ------- | ----- |
| 0     | 95 o +  | 0     |
| 0     | 90 a 94 | 0     |
| 0     | 85 a 89 | 8     |
| 0     | 80 a 84 | 4     |
| 24    | 75 a 79 | 8     |
| 12    | 70 a 74 | 12    |
| 20    | 65 a 69 | 16    |
| 4     | 60 a 64 | 8     |
| 8     | 55 a 59 | 12    |
| 16    | 50 a 54 | 16    |
| 8     | 45 a 49 | 8     |
| 12    | 40 a 44 | 12    |
| 16    | 35 a 39 | 12    |
| 12    | 30 a 34 | 8     |
| 8     | 25 a 29 | 20    |
| 4     | 20 a 24 | 4     |
| 12    | 15 a 19 | 20    |
| 8     | 10 a 14 | 12    |
| 0     | 5 a 9   | 12    |
| 12    | 0 a 4   | 4     |

## Economia
El 2007 la població en edat de treballar era de 233 persones, 157 eren actives i 76 eren inactives. De les 157 persones actives 135 estaven ocupades (66 homes i 69 dones) i 22 estaven aturades (9 homes i 13 dones). De les 76 persones inactives 36 estaven jubilades, 12 estaven estudiant i 28 estaven classificades com a «altres inactius».

### Ingressos
El 2009 a Sanilhac hi havia 189 unitats fiscals que integraven 397,5 persones, la mediana anual d'ingressos fiscals per persona era de 15.839 €.

### Activitats econòmiques
Dels 21 establiments que hi havia el 2007, 4 eren d'empreses de construcció, 4 d'empreses de comerç i reparació d'automòbils, 5 d'empreses d'hostatgeria i restauració, 1 d'una empresa d'informació i comunicació, 1 d'una empresa immobiliària, 3 d'empreses de serveis i 3 d'entitats de l'administració pública.
Dels 4 establiments de servei als particulars que hi havia el 2009, 2 eren paletes, 1 guixaire pintor i 1 restaurant.
L'any 2000 a Sanilhac hi havia 36 explotacions agrícoles que ocupaven un total de 130 hectàrees.

## Equipaments sanitaris i escolars
El 2009 hi havia una escola elemental integrada dins d'un grup escolar amb les comunes properes formant una escola dispersa.

## Poblacions més properes
El següent diagrama mostra les poblacions més properes.